# Jevhen Nepljach
Jevhen Serhijovyč Nepljach (in ucraino Євген Сергійович Неплях?; Dnipro, 11 maggio 1982) è un ex calciatore ucraino, di ruolo difensore.

## Carriera

### Club
Ha giocato nella prima divisione dei campionati ucraino e greco.

### Nazionale
Ha giocato nelle nazionali giovanili ucraine Under-18 ed Under-21.

## Palmarès

### Club

#### Competizioni nazionali
- Perša Liha: 1

Sevastopol': 2012-2013